# Hugo Geiger
Hugo Emil Otto Conrad Geiger (* 1. April 1901 in Furth im Wald; † 8. Juli 1984 in München) war ein deutscher Politiker der CSU.

## Leben und Beruf
Nach dem Besuch des Humanistischen Gymnasiums in München studierte Geiger, der römisch-katholischen Glaubens war, Mathematik, Physik, Pädagogik und Volkswirtschaftslehre in München, Würzburg, Erlangen, Stuttgart und Berlin. Nach bestandenem Lehrerexamen war er 1927/28 Lehrer an der Oberrealschule und dem Realgymnasium in Würzburg. 1929 quittierte er den Staatsdienst und arbeitete fortan bis 1946 für die Allianz-Lebensversicherungs AG, zuletzt als Vorstandsmitglied. In seiner Freizeit beschäftigte er sich mit großer Leidenschaft mit der Numismatik. So war er von 1947 bis 1951 und von 1971 bis 1975 Vorsitzender der Bayerischen Numismatischen Gesellschaft, die ihn 1981 zu ihrem Ehrenmitglied wählte.

## Partei
Geiger beteiligte sich 1945 an der Gründung der CSU, deren Bezirksverband München er 1949/50 leitete. Von 1952 bis 1959 war er Landesschatzmeister.

## Abgeordneter
Geiger gehörte 1945 der Verfassunggebenden Landesversammlung in Bayern an und war von 1950 bis 1953 auch Landtagsabgeordneter dort.
Geiger gehörte dem Deutschen Bundestag von 1953 bis 1961 an. Er vertrat den Wahlkreis Tirschenreuth im Parlament. Geiger war von 1953 bis 1957 stellvertretender Vorsitzender des Ausschusses gemäß Art. 15 GG, vom 23. März 1956 bis zum 10. Januar 1957 Vorsitzender des Bundestagsausschusses für Atomfragen und von 1957 bis 1961 stv. Vorsitzender des Ausschusses für Atomkernenergie und Wasserwirtschaft.
Vom 27. Februar 1958 bis zum 29. November 1961 war Geiger außerdem Mitglied des Europaparlaments. Dort war er von 1959 bis 1961 Vorsitzender des Ausschusses für Fragen der wissenschaftlichen und technischen Forschung.

## Öffentliche Ämter
Zwischen dem 28. Mai 1945 und dem 28. September 1945 gehörte er dem Kabinett Schäffer zuständig für den Bereich „Post“ an.
Vom 10. Januar 1947 bis zum 18. Dezember 1950 war er Staatssekretär im bayerischen Wirtschaftsministerium. Als solcher fungierte er bei der Gründung der Fraunhofer-Gesellschaft am 26. März 1949 als Schirmherr.

## Ehrungen
Nach Geiger sind die „Hugo-Geiger-Straße“ in Sulzbach-Rosenberg und die Hugo-Geiger-Siedlung bei Teublitz / Obpf. benannt. Außerdem trägt der Hugo-Geiger-Preis der Fraunhofer-Gesellschaft seinen Namen.